# 生姓
生姓是中國的一個罕見姓氏，分佈較廣，人數較少。

## 來源
1、中國春秋時期时，蔡國大夫归生，后人以其名为氏。2、春秋时，晋國大夫吕甥（及瑕吕饴生），后人以名为氏。
3、微生氏省文简化为单姓微氏、生氏。

## 外部連結
[在维基数据编辑]
 《欽定古今圖書集成·明倫彙編·氏族典·生姓部》，出自陈梦雷《古今圖書集成》